# Peter Friedrichson
Peter Friedrichson (* 28. Juni 1946 in Wernigerode; † 19. Dezember 2023 in Rathenow) war ein deutscher Schauspieler und Unternehmer.

## Leben
Er war der jüngere Halbbruder von Eckart Friedrichson. Der gelernte Elektriker war von 1968 bis 1991 als Schauspieler im Film und Fernsehen der DDR aktiv und wirkte in dieser Zeit in mehr als 90 Film- und-Fernsehproduktionen mit. Nach der Wiedervereinigung beendete er seine Schauspielkarriere, um die Möbelfabrik seines Vaters Henri Friedrichson zu übernehmen, die bis 2005 fortbestand.
Die Beisetzung Peter Friedrichsons erfolgte am 4. Januar 2024 auf dem Zentral-Friedhof in Wernigerode.

## Filmografie (Auswahl)
- 1968: Mitten im kalten Winter
- 1970: Folge dem Stern (TV)
- 1970: Kein Mann für Camp Detrick (TV)
- 1971: Dolles Familienalbum, II. Staffel (vierteiliges Fernsehspiel)
- 1971: Rottenknechte (5teiliger TV-Film)
- 1971: Du und ich und Klein-Paris
- 1971: Polizeiruf 110: Die Schrottwaage (TV-Reihe)
- 1971: Freunde (TV)
- 1971: Verwandte und Bekannte (TV-Dreiteiler)
- 1971: Der Staatsanwalt hat das Wort: Handelsrisiko (TV-Reihe)
- 1971: Kutter Seehund in Gefahr (TV)
- 1972: Trotz alledem!
- 1972: Gefährliche Reise  (6-teilige TV-Serie)
- 1972: Eine von ihnen (TV)
- 1972: Bei uns ist jeden Tag Premiere (TV)
- 1972: Aller Liebe Anfang (Fernsehfilm)
- 1972: Anfang am Ende der Welt (Fernsehfilm) nicht ausgestrahlter 1. Teil einer dreiteiligen Reihe
- 1973: Der Staatsanwalt hat das Wort: Wunder dauern etwas länger
- 1973: Der Staatsanwalt hat das Wort: Die Kraftprobe
- 1974: Karriere N. (TV)
- 1974: Der Staatsanwalt hat das Wort: Das Gartenfest
- 1974: Der Sandener Kriegsverbrecherprozess (TV)
- 1974: Alwin auf der Landstraße (TV)
- 1975: Steckbrief eines Unerwünschten (Fernsehfilm)
- 1975: Der Staatsanwalt hat das Wort: Erzwungene Liebe
- 1975: Niemandsland
- 1975: Die schwarze Mühle (TV)
- 1975: Das Mädchen Krümel (7-teilige TV-Serie)
- 1975: Mein Dorf (TV)
- 1975: Der Staatsanwalt hat das Wort: Ohne Ansehen der Person (TV)
- 1975: Der arme reiche Hubert B. (TV)
- 1975: Unser neuer Mann (TV)
- 1975: Wer das Unglück meistert, findet das Glück (TV)
- 1975: Steckbrief eines Unerwünschten (TV)
- 1976: Ein altes Modell (TV)
- 1976: Der Staatsanwalt hat das Wort: Aus Angst (TV)
- 1976: Polizeiruf 110: Eine fast perfekte Sache
- 1976: Die Bibliothekarin (TV)
- 1976: Die Entführung (TV)
- 1976: Der Ring (TV)
- 1976: Das Abenteuer (Fernsehspiel)
- 1977: Die zertanzten Schuhe (TV)
- 1977: Der rasende Roland (TV)
- 1977: Wer reißt denn gleich vor’m Teufel aus
- 1977: Die Selbstmörderin Agnes Wabnitz (TV)
- 1977: Vier Tropfen (TV)
- 1978: Amor holt sich nasse Füße (Fernsehfilm)
- 1978: Hiev up
- 1978: Scharnhorst (5teiliger TV-Film)
- 1978: Marx und Engels – Stationen ihres Lebens (11teilige TV-Serie)
- 1979: Glück und Glas (TV)
- 1979: Ende vom Lied (zweiteiliger TV-Film)
- 1979: Des Henkers Bruder
- 1979: Der Staatsanwalt hat das Wort: Doppelte Buchführung (TV)
- 1979: Die lange Straße (5teiliger TV-Film)
- 1979: Chiffriert an Chef – Ausfall Nr. 5
- 1979: Das Komplott (TV)
- 1980: Der Teufelskreis (TV)
- 1980: Archiv des Todes (13-teilige TV-Serie)
- 1980: Solo für Martina (Fernsehfilm)
- 1980: Polizeiruf 110: Zeugen gesucht
- 1980: Der Baulöwe
- 1980: Unser Mann ist König (TV-Reihe)
- 1980: Abenteuer mit den Abrafaxen (TV)
- 1981: Romane schreiben (TV)
- 1981: Jockei Monika (9folgige TV-Serie)
- 1981: Emil der Versager (TV)
- 1981: Retter, Rächer und Rapiere (13-teilige TV-Serie)
- 1982: Arzt in Uniform (TV)
- 1982: Ansichtskarte: Tharandter Forst (TV)
- 1982: Generalprobe (TV)
- 1982: Wie Bärchen zur Sonne flog (TV)
- 1982: Der Staatsanwalt hat das Wort: Nur einen Schluck (TV)
- 1983: Zille und ick
- 1983: Märkische Chronik (TV-Serie)
- 1983: Der Staatsanwalt hat das Wort
- 1983: Der Löwenbiß (TV)
- 1983: Chef der Gelehrsamkeit – Wilhelm von Humboldt (TV)
- 1984: Front ohne Gnade (TV-Serie)
- 1984: Der Trichtermann (TV)
- 1985: Die Gänse von Bützow
- 1985: Ernst Thälmann (zweiteiliger TV-Film)
- 1985: Der Staatsanwalt hat das Wort: Ein todsicherer Tip (TV)
- 1985: Mein lieber Onkel Hans (TV-Dreiteiler)
- 1986: Rund um die Uhr (7teilige Serie)
- 1986: Der Staatsanwalt hat das Wort
- 1986: Der Bärenhäuter
- 1986: Bärchens Weihnachtsüberraschung (TV-Kinderrevue, Palast der Republik)
- 1987: Der Freischütz in Berlin (TV)
- 1983: Märkische Chronik, II. Staffel (TV-Serie)
- 1988: Polizeiruf 110: Amoklauf
- 1990: Polizeiruf 110: Tödliche Träume
- 1990: Polizeiruf 110: Warum ich …
- 1990: Der Staatsanwalt hat das Wort: Übergangslösungen (TV)
- 1991: Polizeiruf 110: Zerstörte Hoffnung
- 1991: Polizeiruf 110: Big Band Time
- 1991: Polizeiruf 110: Thanners neuer Job
- 1991: Das Mädchen aus dem Fahrstuhl
- 1991: Mit Herz und Robe (7teilige TV-Serie)

## Hörspiele
- 1980: Brigitte Hähnel: Freitagnacht (Ralf) – Regie: Fritz-Ernst Fechner (Hörspiel – Rundfunk der DDR)
- 1983: Linda Teßmer: 21:00 Uhr Erlenpark (Bender) – Regie: Fritz-Ernst Fechner (Kriminalhörspiel/Kurzhörspiel – Rundfunk der DDR)